# Кизил-Юл (Альшеєвський район)
Кизи́л-Юл (рос. Кызыл-Юл, башк. Ҡыҙыл Юл) — присілок у складі Альшеєвського району Башкортостану, Росія. Входить до складу Чебенлинської сільської ради.
Населення — 50 осіб (2010; 69 в 2002).
Національний склад:
- башкири — 100 %